# Pholeomyia vockerothi
Pholeomyia vockerothi is een vliegensoort uit de familie van de Milichiidae. De wetenschappelijke naam van de soort is voor het eerst geldig gepubliceerd in 1961 door Sabrosky.